# Bogdan Daras
Bogdan Stanisław Daras (* 27. April 1960 in Piotrków Trybunalski; † 23. März 2025) war ein polnischer Ringer.

## Werdegang
Bogdan Daras begann 1971 in seinem Geburtsort mit dem Ringen. Seinem dortigen Verein gehörte er bis 1979 an. Danach wechselte er zu Siła Mysłowice. Dort rang er bis 1988. Nachdem er dem Jugendalter entwachsen war, wog Bogdan bei einer Größe von 1,81 m ca. 85 kg und startete meist im Mittelgewicht. Die Trainer, denen er auf dem Weg in die Weltspitze im griechisch-römischen Stil am meisten verdankte, waren Jan Adamaszek, Jan Stawowski und Stanisław Krzesiński.
1984 wurde Bogdan erstmals polnischer Meister und bei den Europameisterschaften des gleichen Jahres in Jönköping im Halbschwergewicht eingesetzt. Dort musste er aber noch Lehrgeld bezahlen und unterlag in seinen beiden Kämpfen dem Griechen Pozidis und dem mehrfachen Weltmeister Igor Kanygin aus der Sowjetunion. Er belegte daraufhin in seinem Pool „A“ den 7. Platz und im Gesamtergebnis den 13. Platz.
Im Jahr 1985 zeigte er große Fortschritte. Zunächst reichte es bei der Europameisterschaft in Leipzig im Mittelgewicht schon zum 4. Platz, wobei er im Kampf um die Bronzemedaille dem Rumänen Sorin Herțea unterlag, um dann bei den Weltmeisterschaften in Kolbotn/Norwegen zum ersten großen Erfolg seiner Laufbahn zu kommen. Er besiegte im Finale den sowjetischen Vertreter Abdul Batalow nach Punkten und wurde Weltmeister.
Sehr erfolgreich verlief für ihn auch das Jahr 1986. Im Frühjahr wurde er in Athen Vizeeuropameister. Nur Tibor Komáromi aus Ungarn besiegte ihn. Im Herbst des gleichen Jahres kämpfte Bogdan bei der Weltmeisterschaft in Budapest wiederum gegen Komáromi um die Goldmedaille. Beiden Ringern gelang keine Wertung, worauf beide nach 4,58 Minuten Kampfzeit disqualifiziert und auf den 2. Platz gesetzt wurden. Im nächsten Jahr änderte der Intern. Ringerverband (FILA) diese Entscheidung dahingehend ab, dass beide Ringer zu Weltmeistern erklärt wurden.
Im nächsten Jahr reichte es für Bogdan Daras bei den Europameisterschaften in Tampere noch einmal zum Vizeeuropameistertitel. Im Finale unterlag er dabei Sergei Nassewitsch aus der UdSSR nach Punkten. Bei der Weltmeisterschaft 1987 belegte er nur den 6. Platz. Im Viertelfinal verlor er dabei gegen Roger Gössner aus der BR Deutschland und im Kampf um den 5. Platz Jari Salomäki aus Finnland.
Bei den Olympischen Spielen 1988 in Seoul kam Bogdan zum Abschluss seiner internationalen Karriere als Ringer auf den 8. Platz im Mittelgewicht. Er siegte dabei gegen Ernesto Razzino, Italien und U. Rodríguez aus Puerto Rico und unterlag gegen Michail Mamiaschwili aus der UdSSR und Goran Kasum aus Jugoslawien und im Kampf um den 7. Platz dem US-Amerikaner John Morgan knapp mit 7:8 Punkten.
Bogdan Daras beendete daraufhin seine internationale Karriere und ging in die Bundesrepublik Deutschland. Er rang viele Jahre für den VfK Schifferstadt in der 1. Bundesliga. Er arbeitete als Trainer bei der KSG Ludwigshafen, für die er auch immer noch auf die Matte ging. In der Saison 2006 führte er die KSG-Staffel zum Meistertitel in der Oberliga Rheinland-Pfalz und damit zum Aufstieg in die Regionalliga.

## Erfolge

### Internationale Erfolge
(OS = Olympische Spiele, WM = Weltmeisterschaft, EM = Europameisterschaft, GR = griechisch-römischer Stil, Mi = Mittelgewicht, Hs = Halbschwergewicht, damals bis 82 kg bzw. 90 kg Körpergewicht)
- 1984, 13. Platz, EM in Jönköping, GR, Hs, nach Niederlagen gegen Pozidis, Griechenland und Igor Kanygin, UdSSR;

- 1985, 3. Platz, Großer Preis der BR Deutschland in Aschaffenburg, GR, Mi, hinter Taimuraz Abchasawa, UdSSR, Hans-Hermann Strauß, BR Deutschland und vor Sorin Herțea, Rumänien und Marchl, Österreich;

- 1985, 4. Platz, EM in Leipzig, GR, Mi, mit Siegen über Djamow, Bulgarien, Ernesto Razzino, Italien, Stehel, CSSR, Sören Claesson, Schweden und Niederlagen gegen Sorin Herțea, Rumänien und Abdul Batalow, UdSSR;

- 1986, 3. Platz, Großer Preis der BR Deutschland in Freiburg im Breisgau, GR, Mi, hinter Abchasawa und Siegfried Seibold, BR Deutschland und vor Roger Gössner, BR Deutschland und Magnus Fredriksson, Schweden;

- 1985, 1. Platz, WM in Kolbotn/Norwegen, GR, Mi, vor Batalow, Klaus Mysen, Norwegen, Claesson, Jarmo Övermark, Finnland und Chris Catalfo, USA;

- 1986, 2. Platz, EM in Athen, GR, Mi, hinter Tibor Komáromi, Ungarn und vor Abchazawa, Angel Bontschew, Bulgarien, Sorin Herțea und Razzino;

- 1986, 1. Platz, WM in Budapest, GR, Mi, gemeinsam mit Komáromi und vor Fredriksson, Sorin Herțea, Sergei Nassewitsch, UdSSR und Darrel Gholar, USA;

- 1987, 5. Platz, Grand-Prix-Turnier, GR, Mi, hinter Komáromi, Razzino, Nail Aljamschew, UdSSR und Sorin Herțea;

- 1987, 2. Platz, EM in Tampere, Gr, Mi, hinter Nassewitsch und vor Komáromi, Sorin Herțea, Gössner und Razzino;

- 1987, 6. Platz, WM in Clermont-Ferrand, GR, Mi, hinter Komáromi, Gössner, Nassewitsch und Salomäki;

- 1988, 6. Platz, Großer Preis der BR Deutschland in Neuss, GR, Mi, hinter Michail Mamiaschwili, UdSSR, Fredriksson, Gössner, Thomas Zander und Hans-Hermann Strauß, beide BR Deutschland;

- 1988, 8. Platz, OS in Seoul, GR, Mi, hinter Mamiaschwili, Komáromi, Kim Sang-Kyu, Korea, Stig Kleven, Norwegen, Kasum, Fredriksson und John Morgan, USA

### Polnische Meisterschaften
Bogdan Daras wurde 1984, 1985, 1986 und 1988 polnischer Meister.